# Paullinia sessiliflora
Paullinia sessiliflora är en kinesträdsväxtart som beskrevs av Ludwig Radlkofer. Paullinia sessiliflora ingår i släktet Paullinia och familjen kinesträdsväxter. Utöver nominatformen finns också underarten P. s. angustirachis.